# Tour de Guangxi de 2018
A 2.ª edição do Tour de Guangxi celebrou-se entre 16 e 21 de outubro de 2018 com início na cidade de Beihai e final na cidade de Guilin na China. O percurso constou de um total de 6 etapas sobre uma distância total de 911,4 km.
A corrida fez parte do circuito UCI WorldTour de 2018 dentro da categoria 2.uwT, sendo a trigésima-sétima e última corrida deste circuito para a temporada de 2018. O italiano Gianni Moscon do Sky conseguiu a vitória final e acompanharam-no no pódio, como segundo e terceiro classificado respectivamente, o austriaco Felix Großschartner do Bora-Hansgrohe e o russo Sergei Chernetski do Astana.

## Equipas participantes
Tomaram a partida um total de 18 equipas, todos eles de categoria UCI WorldTeam, quem conformaram um pelotão de 124 ciclistas dos quais terminaram 116. As equipas participantes são:
| Equipes WorldTeam (18)- AG2R La Mondiale - Astana - Bahrain-Merida - BMC Racing Team - Bora-Hansgrohe - Dimension Data - EF Education First-Drapac p/b Cannondale - Groupama-FDJ - Katusha-Alpecin - Lotto NL-Jumbo - Lotto Soudal - Mitchelton-Scott - Movistar Team - Quick-Step Floors - Sky - Team Sunweb - Trek-Segafredo - UAE Team Emirates |
| |

## Percorrido
| Etapa | Data    | Percurso                | type           | Distância (km) | Vencedor          | Líder geral       |
| ----- | ------- | ----------------------- | -------------- | -------------- | ----------------- | ----------------- |
| 1     | 16 out. | Beihai – Beihai         | etapa plana    | 107,4          | Dylan Groenewegen | Dylan Groenewegen |
| 2     | 17 out. | Beihai – Qinzhou        | etapa plana    | 145,2          | Pascal Ackermann  | Dylan Groenewegen |
| 3     | 18 out. | Nanning – Nanning       | etapa plana    | 125,4          | Fabio Jakobsen    | Fabio Jakobsen    |
| 4     | 19 out. | Nanning – Mashan County | média montanha | 152,2          | Gianni Moscon     | Gianni Moscon     |
| 5     | 20 out. | Liuzhou – Guilin        | média montanha | 212,2          | Matteo Trentin    | Gianni Moscon     |
| 6     | 21 out. | Guilin – Guilin         | média montanha | 169            | Fabio Jakobsen    | Gianni Moscon     |

## Desenvolvimento da corrida

### 1.ª etapa
| Beihai - Beihai | etapa plana | (107,4 km) |

| \| Classificação por etapas \| Classificação por etapas \| Classificação por etapas \| Classificação por etapas \| Classificação por etapas \| \| Ciclista \| Ciclista \| Equipe \| Tempo \| \| \| ------------------------ \| --------------------------- \| ------------------------ \| ------------------------ \| ------------------------ \| \| 1. \| Dylan Groenewegen \| LottoNL-Jumbo \| 2h21m45s \| \| \| 2. \| Max Walscheid \| Team Sunweb \| + 0s \| \| \| 3. \| Fabio Jakobsen \| Quick-Step Floors \| + 0s \| \| \| 4. \| Pascal Ackermann \| Bora-Hansgrohe \| + 0s \| \| \| 5. \| Matteo Trentin \| Mitchelton-Scott \| + 0s \| \| \| 6. \| Reinardt Janse van Rensburg \| Dimension Data \| + 0s \| \| \| 7. \| Arnaud Démare \| Groupama-FDJ \| + 0s \| \| \| 8. \| Jasper Stuyven \| Trek-Segafredo \| + 0s \| \| \| 9. \| Enzo Wouters \| Lotto-Soudal \| + 0s \| \| \| 10. \| Clément Venturini \| AG2R La Mondiale \| + 0s \| \| |                             |                   |          |
| |                             |                   |          |
| Fonte: ProCyclingStats |                             |                   |          |
| Classificação por etapas |                             |                   |          |
| Ciclista | Ciclista                    | Equipe            | Tempo    |
| 1. | Dylan Groenewegen           | LottoNL-Jumbo     | 2h21m45s |
| 2. | Max Walscheid               | Team Sunweb       | + 0s     |
| 3. | Fabio Jakobsen              | Quick-Step Floors | + 0s     |
| 4. | Pascal Ackermann            | Bora-Hansgrohe    | + 0s     |
| 5. | Matteo Trentin              | Mitchelton-Scott  | + 0s     |
| 6. | Reinardt Janse van Rensburg | Dimension Data    | + 0s     |
| 7. | Arnaud Démare               | Groupama-FDJ      | + 0s     |
| 8. | Jasper Stuyven              | Trek-Segafredo    | + 0s     |
| 9. | Enzo Wouters                | Lotto-Soudal      | + 0s     |
| 10. | Clément Venturini           | AG2R La Mondiale  | + 0s     |

| \| Classificação geral \| Classificação geral \| Classificação geral \| Classificação geral \| Classificação geral \| \| Ciclista \| Ciclista \| Equipe \| Tempo \| \| \| ------------------- \| --------------------------- \| ------------------- \| ------------------- \| ------------------- \| \| 1. \| Dylan Groenewegen \| LottoNL-Jumbo \| 2h21m35s \| \| \| 2. \| Silvan Dillier \| AG2R La Mondiale \| + 2s \| \| \| 3. \| Max Walscheid \| Team Sunweb \| + 4s \| \| \| 4. \| Fabio Jakobsen \| Quick-Step Floors \| + 6s \| \| \| 5. \| Andriy Hrivko \| Astana \| + 6s \| \| \| 6. \| Marco Haller \| Katusha-Alpecin \| + 7s \| \| \| 7. \| Jay Thomson \| Dimension Data \| + 9s \| \| \| 8. \| Pascal Ackermann \| Bora-Hansgrohe \| + 10s \| \| \| 9. \| Matteo Trentin \| Mitchelton-Scott \| + 10s \| \| \| 10. \| Reinardt Janse van Rensburg \| Dimension Data \| + 10s \| \| |                             |                   |          |
| |                             |                   |          |
| Fonte: ProCyclingStats |                             |                   |          |
| Classificação geral |                             |                   |          |
| Ciclista | Ciclista                    | Equipe            | Tempo    |
| 1. | Dylan Groenewegen           | LottoNL-Jumbo     | 2h21m35s |
| 2. | Silvan Dillier              | AG2R La Mondiale  | + 2s     |
| 3. | Max Walscheid               | Team Sunweb       | + 4s     |
| 4. | Fabio Jakobsen              | Quick-Step Floors | + 6s     |
| 5. | Andriy Hrivko               | Astana            | + 6s     |
| 6. | Marco Haller                | Katusha-Alpecin   | + 7s     |
| 7. | Jay Thomson                 | Dimension Data    | + 9s     |
| 8. | Pascal Ackermann            | Bora-Hansgrohe    | + 10s    |
| 9. | Matteo Trentin              | Mitchelton-Scott  | + 10s    |
| 10. | Reinardt Janse van Rensburg | Dimension Data    | + 10s    |

### 2.ª etapa
| Beihai - Qinzhou | etapa plana | (145,2 km) |

| \| Classificação por etapas \| Classificação por etapas \| Classificação por etapas \| Classificação por etapas \| Classificação por etapas \| \| Ciclista \| Ciclista \| Equipe \| Tempo \| \| \| ------------------------ \| ------------------------ \| ------------------------- \| ------------------------ \| ------------------------ \| \| 1. \| Pascal Ackermann \| Bora-Hansgrohe \| 3h18m58s \| \| \| 2. \| Fabio Jakobsen \| Quick-Step Floors \| + 0s \| \| \| 3. \| Dylan Groenewegen \| LottoNL-Jumbo \| + 0s \| \| \| 4. \| Lawrence Naesen \| Lotto-Soudal \| + 0s \| \| \| 5. \| Clément Venturini \| AG2R La Mondiale \| + 0s \| \| \| 6. \| Max Walscheid \| Team Sunweb \| + 0s \| \| \| 7. \| Matteo Trentin \| Mitchelton-Scott \| + 0s \| \| \| 8. \| Jenthe Biermans \| Katusha-Alpecin \| + 0s \| \| \| 9. \| Enzo Wouters \| Lotto-Soudal \| + 0s \| \| \| 10. \| Daniel McLay \| EF Education First-Drapac \| + 0s \| \| |                   |                           |          |
| |                   |                           |          |
| Fonte: ProCyclingStats |                   |                           |          |
| Classificação por etapas |                   |                           |          |
| Ciclista | Ciclista          | Equipe                    | Tempo    |
| 1. | Pascal Ackermann  | Bora-Hansgrohe            | 3h18m58s |
| 2. | Fabio Jakobsen    | Quick-Step Floors         | + 0s     |
| 3. | Dylan Groenewegen | LottoNL-Jumbo             | + 0s     |
| 4. | Lawrence Naesen   | Lotto-Soudal              | + 0s     |
| 5. | Clément Venturini | AG2R La Mondiale          | + 0s     |
| 6. | Max Walscheid     | Team Sunweb               | + 0s     |
| 7. | Matteo Trentin    | Mitchelton-Scott          | + 0s     |
| 8. | Jenthe Biermans   | Katusha-Alpecin           | + 0s     |
| 9. | Enzo Wouters      | Lotto-Soudal              | + 0s     |
| 10. | Daniel McLay      | EF Education First-Drapac | + 0s     |

| \| Classificação geral \| Classificação geral \| Classificação geral \| Classificação geral \| Classificação geral \| \| Ciclista \| Ciclista \| Equipe \| Tempo \| \| \| ------------------- \| ------------------- \| ------------------- \| ------------------- \| ------------------- \| \| 1. \| Dylan Groenewegen \| LottoNL-Jumbo \| 5h40m29s \| \| \| 2. \| Pascal Ackermann \| Bora-Hansgrohe \| + 4s \| \| \| 3. \| Fabio Jakobsen \| Quick-Step Floors \| + 4s \| \| \| 4. \| Silvan Dillier \| AG2R La Mondiale \| + 6s \| \| \| 5. \| Andriy Hrivko \| Astana \| + 6s \| \| \| 6. \| Rémi Cavagna \| Quick-Step Floors \| + 6s \| \| \| 7. \| Max Walscheid \| Team Sunweb \| + 8s \| \| \| 8. \| Alex Dowsett \| Katusha-Alpecin \| + 8s \| \| \| 9. \| Marco Haller \| Katusha-Alpecin \| + 11s \| \| \| 10. \| Jay Thomson \| Dimension Data \| + 13s \| \| |                   |                   |          |
| |                   |                   |          |
| Fonte: ProCyclingStats |                   |                   |          |
| Classificação geral |                   |                   |          |
| Ciclista | Ciclista          | Equipe            | Tempo    |
| 1. | Dylan Groenewegen | LottoNL-Jumbo     | 5h40m29s |
| 2. | Pascal Ackermann  | Bora-Hansgrohe    | + 4s     |
| 3. | Fabio Jakobsen    | Quick-Step Floors | + 4s     |
| 4. | Silvan Dillier    | AG2R La Mondiale  | + 6s     |
| 5. | Andriy Hrivko     | Astana            | + 6s     |
| 6. | Rémi Cavagna      | Quick-Step Floors | + 6s     |
| 7. | Max Walscheid     | Team Sunweb       | + 8s     |
| 8. | Alex Dowsett      | Katusha-Alpecin   | + 8s     |
| 9. | Marco Haller      | Katusha-Alpecin   | + 11s    |
| 10. | Jay Thomson       | Dimension Data    | + 13s    |

### 3.ª etapa
| Nanning - Nanning | etapa plana | (125,4 km) |

| \| Classificação por etapas \| Classificação por etapas \| Classificação por etapas \| Classificação por etapas \| Classificação por etapas \| \| Ciclista \| Ciclista \| Equipe \| Tempo \| \| \| ------------------------ \| ------------------------ \| ------------------------ \| ------------------------ \| ------------------------ \| \| 1. \| Fabio Jakobsen \| Quick-Step Floors \| 2h43m54s \| \| \| 2. \| Pascal Ackermann \| Bora-Hansgrohe \| + 0s \| \| \| 3. \| Max Walscheid \| Team Sunweb \| + 0s \| \| \| 4. \| Dylan Groenewegen \| LottoNL-Jumbo \| + 0s \| \| \| 5. \| Arnaud Démare \| Groupama-FDJ \| + 0s \| \| \| 6. \| Riccardo Minali \| Astana \| + 0s \| \| \| 7. \| Enzo Wouters \| Lotto-Soudal \| + 0s \| \| \| 8. \| Luka Mezgec \| Mitchelton-Scott \| + 0s \| \| \| 9. \| Clément Venturini \| AG2R La Mondiale \| + 0s \| \| \| 10. \| Roger Kluge \| Mitchelton-Scott \| + 0s \| \| |                   |                   |          |
| |                   |                   |          |
| Fonte: ProCyclingStats |                   |                   |          |
| Classificação por etapas |                   |                   |          |
| Ciclista | Ciclista          | Equipe            | Tempo    |
| 1. | Fabio Jakobsen    | Quick-Step Floors | 2h43m54s |
| 2. | Pascal Ackermann  | Bora-Hansgrohe    | + 0s     |
| 3. | Max Walscheid     | Team Sunweb       | + 0s     |
| 4. | Dylan Groenewegen | LottoNL-Jumbo     | + 0s     |
| 5. | Arnaud Démare     | Groupama-FDJ      | + 0s     |
| 6. | Riccardo Minali   | Astana            | + 0s     |
| 7. | Enzo Wouters      | Lotto-Soudal      | + 0s     |
| 8. | Luka Mezgec       | Mitchelton-Scott  | + 0s     |
| 9. | Clément Venturini | AG2R La Mondiale  | + 0s     |
| 10. | Roger Kluge       | Mitchelton-Scott  | + 0s     |

| \| Classificação geral \| Classificação geral \| Classificação geral \| Classificação geral \| Classificação geral \| \| Ciclista \| Ciclista \| Equipe \| Tempo \| \| \| ------------------- \| ------------------- \| ------------------- \| ------------------- \| ------------------- \| \| 1. \| Fabio Jakobsen \| Quick-Step Floors \| 8h24m17s \| \| \| 2. \| Pascal Ackermann \| Bora-Hansgrohe \| + 4s \| \| \| 3. \| Dylan Groenewegen \| LottoNL-Jumbo \| + 6s \| \| \| 4. \| Max Walscheid \| Team Sunweb \| + 10s \| \| \| 5. \| Silvan Dillier \| AG2R La Mondiale \| + 12s \| \| \| 6. \| Andriy Hrivko \| Astana \| + 12s \| \| \| 7. \| Rémi Cavagna \| Quick-Step Floors \| + 12s \| \| \| 8. \| Alex Dowsett \| Katusha-Alpecin \| + 14s \| \| \| 9. \| Owain Doull \| Team Sky \| + 15s \| \| \| 10. \| Jasha Sütterlin \| Movistar Team \| + 17s \| \| |                   |                   |          |
| |                   |                   |          |
| Fonte: ProCyclingStats |                   |                   |          |
| Classificação geral |                   |                   |          |
| Ciclista | Ciclista          | Equipe            | Tempo    |
| 1. | Fabio Jakobsen    | Quick-Step Floors | 8h24m17s |
| 2. | Pascal Ackermann  | Bora-Hansgrohe    | + 4s     |
| 3. | Dylan Groenewegen | LottoNL-Jumbo     | + 6s     |
| 4. | Max Walscheid     | Team Sunweb       | + 10s    |
| 5. | Silvan Dillier    | AG2R La Mondiale  | + 12s    |
| 6. | Andriy Hrivko     | Astana            | + 12s    |
| 7. | Rémi Cavagna      | Quick-Step Floors | + 12s    |
| 8. | Alex Dowsett      | Katusha-Alpecin   | + 14s    |
| 9. | Owain Doull       | Team Sky          | + 15s    |
| 10. | Jasha Sütterlin   | Movistar Team     | + 17s    |

### 4.ª etapa
| Nanning - Mashan County | média montanha | (152,2 km) |

| \| Classificação por etapas \| Classificação por etapas \| Classificação por etapas \| Classificação por etapas \| Classificação por etapas \| \| Ciclista \| Ciclista \| Equipe \| Tempo \| \| \| ------------------------ \| ------------------------ \| ------------------------- \| ------------------------ \| ------------------------ \| \| 1. \| Gianni Moscon \| Team Sky \| 3h38m02s \| \| \| 2. \| Felix Großschartner \| Bora-Hansgrohe \| + 5s \| \| \| 3. \| Serguei Chernetski \| Astana \| + 8s \| \| \| 4. \| Carlos Verona \| Mitchelton-Scott \| + 11s \| \| \| 5. \| Rigoberto Urán \| EF Education First-Drapac \| + 11s \| \| \| 6. \| Luis León Sánchez \| Astana \| + 15s \| \| \| 7. \| Rémi Cavagna \| Quick-Step Floors \| + 15s \| \| \| 8. \| Rubén Fernández \| Movistar Team \| + 15s \| \| \| 9. \| Davide Villella \| Astana \| + 18s \| \| \| 10. \| Jan Polanc \| UAE Team Emirates \| + 18s \| \| |                     |                           |          |
| |                     |                           |          |
| Fonte: ProCyclingStats |                     |                           |          |
| Classificação por etapas |                     |                           |          |
| Ciclista | Ciclista            | Equipe                    | Tempo    |
| 1. | Gianni Moscon       | Team Sky                  | 3h38m02s |
| 2. | Felix Großschartner | Bora-Hansgrohe            | + 5s     |
| 3. | Serguei Chernetski  | Astana                    | + 8s     |
| 4. | Carlos Verona       | Mitchelton-Scott          | + 11s    |
| 5. | Rigoberto Urán      | EF Education First-Drapac | + 11s    |
| 6. | Luis León Sánchez   | Astana                    | + 15s    |
| 7. | Rémi Cavagna        | Quick-Step Floors         | + 15s    |
| 8. | Rubén Fernández     | Movistar Team             | + 15s    |
| 9. | Davide Villella     | Astana                    | + 18s    |
| 10. | Jan Polanc          | UAE Team Emirates         | + 18s    |

| \| Classificação geral \| Classificação geral \| Classificação geral \| Classificação geral \| Classificação geral \| \| Ciclista \| Ciclista \| Equipe \| Tempo \| \| \| ------------------- \| ------------------- \| ------------------------- \| ------------------- \| ------------------- \| \| 1. \| Gianni Moscon \| Team Sky \| 12h02m29s \| \| \| 2. \| Felix Großschartner \| Bora-Hansgrohe \| + 9s \| \| \| 3. \| Serguei Chernetski \| Astana \| + 14s \| \| \| 4. \| Rémi Cavagna \| Quick-Step Floors \| + 17s \| \| \| 5. \| Rigoberto Urán \| EF Education First-Drapac \| + 21s \| \| \| 6. \| Carlos Verona \| Mitchelton-Scott \| + 21s \| \| \| 7. \| Rubén Fernández \| Movistar Team \| + 25s \| \| \| 8. \| Luis León Sánchez \| Astana \| + 25s \| \| \| 9. \| Dries Devenyns \| Quick-Step Floors \| + 27s \| \| \| 10. \| Natnael Berhane \| Dimension Data \| + 28s \| \| |                     |                           |           |
| |                     |                           |           |
| Fonte: ProCyclingStats |                     |                           |           |
| Classificação geral |                     |                           |           |
| Ciclista | Ciclista            | Equipe                    | Tempo     |
| 1. | Gianni Moscon       | Team Sky                  | 12h02m29s |
| 2. | Felix Großschartner | Bora-Hansgrohe            | + 9s      |
| 3. | Serguei Chernetski  | Astana                    | + 14s     |
| 4. | Rémi Cavagna        | Quick-Step Floors         | + 17s     |
| 5. | Rigoberto Urán      | EF Education First-Drapac | + 21s     |
| 6. | Carlos Verona       | Mitchelton-Scott          | + 21s     |
| 7. | Rubén Fernández     | Movistar Team             | + 25s     |
| 8. | Luis León Sánchez   | Astana                    | + 25s     |
| 9. | Dries Devenyns      | Quick-Step Floors         | + 27s     |
| 10. | Natnael Berhane     | Dimension Data            | + 28s     |

### 5.ª etapa
| Liuzhou - Guilin | média montanha | (212,2 km) |

| \| Classificação por etapas \| Classificação por etapas \| Classificação por etapas \| Classificação por etapas \| Classificação por etapas \| \| Ciclista \| Ciclista \| Equipe \| Tempo \| \| \| ------------------------ \| ------------------------ \| ------------------------ \| ------------------------ \| ------------------------ \| \| 1. \| Matteo Trentin \| Mitchelton-Scott \| 4h54m34s \| \| \| 2. \| Pascal Ackermann \| Bora-Hansgrohe \| + 0s \| \| \| 3. \| Jasper Stuyven \| Trek-Segafredo \| + 0s \| \| \| 4. \| Carlos Barbero \| Movistar Team \| + 0s \| \| \| 5. \| Lawrence Naesen \| Lotto-Soudal \| + 0s \| \| \| 6. \| Clément Venturini \| AG2R La Mondiale \| + 0s \| \| \| 7. \| Gianni Moscon \| Team Sky \| + 0s \| \| \| 8. \| Natnael Berhane \| Dimension Data \| + 0s \| \| \| 9. \| José Gonçalves \| Katusha-Alpecin \| + 0s \| \| \| 10. \| Jenthe Biermans \| Katusha-Alpecin \| + 0s \| \| |                   |                  |          |
| |                   |                  |          |
| Fonte: ProCyclingStats |                   |                  |          |
| Classificação por etapas |                   |                  |          |
| Ciclista | Ciclista          | Equipe           | Tempo    |
| 1. | Matteo Trentin    | Mitchelton-Scott | 4h54m34s |
| 2. | Pascal Ackermann  | Bora-Hansgrohe   | + 0s     |
| 3. | Jasper Stuyven    | Trek-Segafredo   | + 0s     |
| 4. | Carlos Barbero    | Movistar Team    | + 0s     |
| 5. | Lawrence Naesen   | Lotto-Soudal     | + 0s     |
| 6. | Clément Venturini | AG2R La Mondiale | + 0s     |
| 7. | Gianni Moscon     | Team Sky         | + 0s     |
| 8. | Natnael Berhane   | Dimension Data   | + 0s     |
| 9. | José Gonçalves    | Katusha-Alpecin  | + 0s     |
| 10. | Jenthe Biermans   | Katusha-Alpecin  | + 0s     |

| \| Classificação geral \| Classificação geral \| Classificação geral \| Classificação geral \| Classificação geral \| \| Ciclista \| Ciclista \| Equipe \| Tempo \| \| \| ------------------- \| ------------------- \| ------------------------- \| ------------------- \| ------------------- \| \| 1. \| Gianni Moscon \| Team Sky \| 16h57m03s \| \| \| 2. \| Felix Großschartner \| Bora-Hansgrohe \| + 9s \| \| \| 3. \| Serguei Chernetski \| Astana \| + 14s \| \| \| 4. \| Rémi Cavagna \| Quick-Step Floors \| + 17s \| \| \| 5. \| Carlos Verona \| Mitchelton-Scott \| + 21s \| \| \| 6. \| Rigoberto Urán \| EF Education First-Drapac \| + 21s \| \| \| 7. \| Rubén Fernández \| Movistar Team \| + 25s \| \| \| 8. \| Luis León Sánchez \| Astana \| + 25s \| \| \| 9. \| Dries Devenyns \| Quick-Step Floors \| + 27s \| \| \| 10. \| Natnael Berhane \| Dimension Data \| + 28s \| \| |                     |                           |           |
| |                     |                           |           |
| Fonte: ProCyclingStats |                     |                           |           |
| Classificação geral |                     |                           |           |
| Ciclista | Ciclista            | Equipe                    | Tempo     |
| 1. | Gianni Moscon       | Team Sky                  | 16h57m03s |
| 2. | Felix Großschartner | Bora-Hansgrohe            | + 9s      |
| 3. | Serguei Chernetski  | Astana                    | + 14s     |
| 4. | Rémi Cavagna        | Quick-Step Floors         | + 17s     |
| 5. | Carlos Verona       | Mitchelton-Scott          | + 21s     |
| 6. | Rigoberto Urán      | EF Education First-Drapac | + 21s     |
| 7. | Rubén Fernández     | Movistar Team             | + 25s     |
| 8. | Luis León Sánchez   | Astana                    | + 25s     |
| 9. | Dries Devenyns      | Quick-Step Floors         | + 27s     |
| 10. | Natnael Berhane     | Dimension Data            | + 28s     |

### 6.ª etapa
| Guilin - Guilin | média montanha | (169 km) |

| \| Classificação por etapas \| Classificação por etapas \| Classificação por etapas \| Classificação por etapas \| Classificação por etapas \| \| Ciclista \| Ciclista \| Equipe \| Tempo \| \| \| ------------------------ \| --------------------------- \| ------------------------- \| ------------------------ \| ------------------------ \| \| 1. \| Fabio Jakobsen \| Quick-Step Floors \| 3h42m53s \| \| \| 2. \| Pascal Ackermann \| Bora-Hansgrohe \| + 0s \| \| \| 3. \| Rüdiger Selig \| Bora-Hansgrohe \| + 0s \| \| \| 4. \| Reinardt Janse van Rensburg \| Dimension Data \| + 0s \| \| \| 5. \| Max Walscheid \| Team Sunweb \| + 0s \| \| \| 6. \| Carlos Barbero \| Movistar Team \| + 0s \| \| \| 7. \| Matteo Trentin \| Mitchelton-Scott \| + 0s \| \| \| 8. \| Daniel McLay \| EF Education First-Drapac \| + 0s \| \| \| 9. \| Enzo Wouters \| Lotto-Soudal \| + 0s \| \| \| 10. \| Feng Chun-kai \| Bahrain-Merida \| + 0s \| \| |                             |                           |          |
| |                             |                           |          |
| Fonte: ProCyclingStats |                             |                           |          |
| Classificação por etapas |                             |                           |          |
| Ciclista | Ciclista                    | Equipe                    | Tempo    |
| 1. | Fabio Jakobsen              | Quick-Step Floors         | 3h42m53s |
| 2. | Pascal Ackermann            | Bora-Hansgrohe            | + 0s     |
| 3. | Rüdiger Selig               | Bora-Hansgrohe            | + 0s     |
| 4. | Reinardt Janse van Rensburg | Dimension Data            | + 0s     |
| 5. | Max Walscheid               | Team Sunweb               | + 0s     |
| 6. | Carlos Barbero              | Movistar Team             | + 0s     |
| 7. | Matteo Trentin              | Mitchelton-Scott          | + 0s     |
| 8. | Daniel McLay                | EF Education First-Drapac | + 0s     |
| 9. | Enzo Wouters                | Lotto-Soudal              | + 0s     |
| 10. | Feng Chun-kai               | Bahrain-Merida            | + 0s     |

## Classificações finais
As classificações finalizaram da seguinte forma:

### Classificação geral
| \| Classificação geral \| Classificação geral \| Classificação geral \| Classificação geral \| Classificação geral \| \| Ciclista \| Ciclista \| Equipe \| Tempo \| \| \| ------------------- \| ------------------- \| ------------------------- \| ------------------- \| ------------------- \| \| 1. \| Gianni Moscon \| Team Sky \| 16h57m03s \| \| \| 2. \| Felix Großschartner \| Bora-Hansgrohe \| + 9s \| \| \| 3. \| Serguei Chernetski \| Astana \| + 14s \| \| \| 4. \| Rémi Cavagna \| Quick-Step Floors \| + 17s \| \| \| 5. \| Carlos Verona \| Mitchelton-Scott \| + 21s \| \| \| 6. \| Rigoberto Urán \| EF Education First-Drapac \| + 21s \| \| \| 7. \| Rubén Fernández \| Movistar Team \| + 25s \| \| \| 8. \| Luis León Sánchez \| Astana \| + 25s \| \| \| 9. \| Dries Devenyns \| Quick-Step Floors \| + 27s \| \| \| 10. \| Natnael Berhane \| Dimension Data \| + 28s \| \| |                     |                           |           |
| |                     |                           |           |
| Fonte: ProCyclingStats |                     |                           |           |
| Classificação geral |                     |                           |           |
| Ciclista | Ciclista            | Equipe                    | Tempo     |
| 1. | Gianni Moscon       | Team Sky                  | 16h57m03s |
| 2. | Felix Großschartner | Bora-Hansgrohe            | + 9s      |
| 3. | Serguei Chernetski  | Astana                    | + 14s     |
| 4. | Rémi Cavagna        | Quick-Step Floors         | + 17s     |
| 5. | Carlos Verona       | Mitchelton-Scott          | + 21s     |
| 6. | Rigoberto Urán      | EF Education First-Drapac | + 21s     |
| 7. | Rubén Fernández     | Movistar Team             | + 25s     |
| 8. | Luis León Sánchez   | Astana                    | + 25s     |
| 9. | Dries Devenyns      | Quick-Step Floors         | + 27s     |
| 10. | Natnael Berhane     | Dimension Data            | + 28s     |

### Classificação por pontos
| Classificação por pontos | Classificação por pontos | Classificação por pontos | Classificação por pontos | Classificação por pontos |
| Ciclista                 | Ciclista                 | Equipe                   | Pontos                   |                          |
| ------------------------ | ------------------------ | ------------------------ | ------------------------ | ------------------------ |
| 1.                       | Fabio Jakobsen           | Quick-Step Floors        | 52 pts                   |                          |
| 2.                       | Pascal Ackermann         | Bora-Hansgrohe           | 52 pts                   |                          |
| 3.                       | Dylan Groenewegen        | LottoNL-Jumbo            | 30 pts                   |                          |
| 4.                       | Matteo Trentin           | Mitchelton-Scott         | 29 pts                   |                          |
| 5.                       | Max Walscheid            | Team Sunweb              | 29 pts                   |                          |
| 6.                       | Silvan Dillier           | AG2R La Mondiale         | 24 pts                   |                          |
| 7.                       | Nathan Van Hooydonck     | BMC Racing Team          | 22 pts                   |                          |
| 8.                       | Rémi Cavagna             | Quick-Step Floors        | 20 pts                   |                          |
| 9.                       | Gianni Moscon            | Team Sky                 | 19 pts                   |                          |
| 10.                      | Stefan Küng              | BMC Racing Team          | 16 pts                   |                          |

### Classificação da montanha
| Classificação da montanha | Classificação da montanha | Classificação da montanha | Classificação da montanha | Classificação da montanha |
| Ciclista                  | Ciclista                  | Equipe                    | Pontos                    |                           |
| ------------------------- | ------------------------- | ------------------------- | ------------------------- | ------------------------- |
| 1.                        | Silvan Dillier            | AG2R La Mondiale          | 37 pts                    |                           |
| 2.                        | Gianni Moscon             | Team Sky                  | 22 pts                    |                           |
| 3.                        | Tony Martin               | Katusha-Alpecin           | 22 pts                    |                           |
| 4.                        | Rigoberto Urán            | EF Education First-Drapac | 21 pts                    |                           |
| 5.                        | Pascal Eenkhoorn          | LottoNL-Jumbo             | 18 pts                    |                           |
| 6.                        | Tosh Van der Sande        | Lotto-Soudal              | 11 pts                    |                           |
| 7.                        | Serguei Chernetski        | Astana                    | 10 pts                    |                           |
| 8.                        | Philippe Gilbert          | Quick-Step Floors         | 6 pts                     |                           |
| 9.                        | Nathan Van Hooydonck      | BMC Racing Team           | 6 pts                     |                           |
| 10.                       | José Gonçalves            | Katusha-Alpecin           | 6 pts                     |                           |

### Classificação dos jovens
| Classificação dos jovens | Classificação dos jovens | Classificação dos jovens  | Classificação dos jovens | Classificação dos jovens |
| Ciclista                 | Ciclista                 | Equipe                    | Tempo                    |                          |
| ------------------------ | ------------------------ | ------------------------- | ------------------------ | ------------------------ |
| 1.                       | Gianni Moscon            | Team Sky                  | 20h39m56s                |                          |
| 2.                       | Felix Großschartner      | Bora-Hansgrohe            | + 9s                     |                          |
| 3.                       | Rémi Cavagna             | Quick-Step Floors         | + 17s                    |                          |
| 4.                       | Edward Dunbar            | Team Sky                  | + 28s                    |                          |
| 5.                       | Nathan Van Hooydonck     | BMC Racing Team           | + 32s                    |                          |
| 6.                       | Martijn Tusveld          | Team Sunweb               | + 38s                    |                          |
| 7.                       | Hugh Carthy              | EF Education First-Drapac | + 43s                    |                          |
| 8.                       | Aurélien Paret-Peintre   | AG2R La Mondiale          | + 43s                    |                          |
| 9.                       | Pavel Sivakov            | Team Sky                  | + 56s                    |                          |
| 10.                      | Clément Venturini        | AG2R La Mondiale          | + 1m07s                  |                          |

### Classificação por equipas
| Classificação por equipes | Classificação por equipes                | Classificação por equipes | Classificação por equipes |
| Equipe                    | Equipe                                   | Tempo                     |                           |
| ------------------------- | ---------------------------------------- | ------------------------- | ------------------------- |
| 1.                        | Astana                                   | 62h00m59s                 |                           |
| 2.                        | Quick-Step Floors                        | + 10s                     |                           |
| 3.                        | Sky                                      | + 23s                     |                           |
| 4.                        | Movistar Team                            | + 40s                     |                           |
| 5.                        | UAE Team Emirates                        | + 54s                     |                           |
| 6.                        | AG2R La Mondiale                         | + 1m27s                   |                           |
| 7.                        | Dimension Data                           | + 1m31s                   |                           |
| 8.                        | Lotto Soudal                             | + 2m08s                   |                           |
| 9.                        | EF Education First-Drapac p/b Cannondale | + 2m16s                   |                           |
| 10.                       | Trek-Segafredo                           | + 2m41s                   |                           |

## Evolução das classificações
| Etapa                 | Vencedor              | Classificação geral | Classificação por pontos | Classificação da montanha | Classificação dos jovens | Classificação por equipas |
| --------------------- | --------------------- | ------------------- | ------------------------ | ------------------------- | ------------------------ | ------------------------- |
| 1.ª                   | Dylan Groenewegen     | Dylan Groenewegen   | Silvan Dillier           | Silvan Dillier            | Dylan Groenewegen        | AG2R La Mondiale          |
| 2.ª                   | Pascal Ackermann      | Dylan Groenewegen   | Dylan Groenewegen        | Silvan Dillier            | Dylan Groenewegen        | AG2R La Mondiale          |
| 3.ª                   | Fabio Jakobsen        | Fabio Jakobsen      | Fabio Jakobsen           | Silvan Dillier            | Fabio Jakobsen           | AG2R La Mondiale          |
| 4.ª                   | Gianni Moscon         | Gianni Moscon       | Fabio Jakobsen           | Gianni Moscon             | Gianni Moscon            | Astana                    |
| 5.ª                   | Matteo Trentin        | Gianni Moscon       | Pascal Ackermann         | Silvan Dillier            | Gianni Moscon            | Astana                    |
| 6.ª                   | Fabio Jakobsen        | Gianni Moscon       | Fabio Jakobsen           | Silvan Dillier            | Gianni Moscon            | Astana                    |
| Classificações finais | Classificações finais | Gianni Moscon       | Fabio Jakobsen           | Silvan Dillier            | Gianni Moscon            | Astana                    |

## UCI World Ranking
O Tour de Guangxi outorga pontos para o UCI WorldTour de 2018 e o UCI World Ranking, este último para corredores das equipas nas categorias UCI WorldTeam, Profissional Continental e Equipas Continentais. As seguintes tabelas mostram o barómetro de pontuação e os 10 corredores que obtiveram mais pontos:
| Posição             | 1.º | 2.º | 3.º | 4.º | 5.º | 6.º | 7.º | 8.º | 9.º | 10.º | 11.º | 12.º | 13.º | 14.º | 15.º-20.º | 21.º-30.º | 31.º-50.º | 51.º-55.º | 56.º-60.º |
| Classificação geral | 300 | 250 | 215 | 175 | 120 | 115 | 95  | 75  | 60  | 50   | 40   | 35   | 30   | 25   | 20        | 12        | 5         | 2         | 1         |
| Por etapa           | 40  | 15  | 6   |     |     |     |     |     |     |      |      |      |      |      |           |           |           |           |           |
| Líder               | 6   |     |     |     |     |     |     |     |     |      |      |      |      |      |           |           |           |           |           |

| Classificação |                     |                           |       |       |       |       |
| Posição       | Ciclista            | Equipa                    | Geral | Etapa | Líder | Total |
| ------------- | ------------------- | ------------------------- | ----- | ----- | ----- | ----- |
| 1.º           | Gianni Moscon       | Sky                       | 300   | 40    | 12    | 352   |
| 2.º           | Felix Großschartner | Bora-Hansgrohe            | 250   | 15    | -     | 265   |
| 3.º           | Sergei Chernetski   | Astana                    | 215   | 6     | -     | 221   |
| 4.º           | Rémi Cavagna        | Quick-Step Floors         | 175   | -     | -     | 175   |
| 5.º           | Carlos Verona       | Mitchelton-Scott          | 120   | -     | -     | 120   |
| 6.º           | Rigoberto Urán      | EF Education First-Drapac | 115   | -     | -     | 115   |
| 7.º           | Fabio Jakobsen      | Quick-Step Floors         | -     | 101   | 6     | 107   |
| 8.º           | Rubén Fernández     | Movistar                  | 95    | -     | -     | 95    |
| 9.º           | Pascal Ackermann    | Bora-Hansgrohe            | 2     | 85    | -     | 87    |
| 10.º          | Luis León Sánchez   | Astana                    | 75    | -     | -     | 75    |